# Hypena flexuosa
Hypena flexuosa är en fjärilsart som beskrevs av Moore 1882. Hypena flexuosa ingår i släktet Hypena och familjen nattflyn. Inga underarter finns listade i Catalogue of Life.